# Африканска черна акула
Африканската черна акула (Etmopterus polli) е вид акула от семейство Светещи акули (Etmopteridae).

## Разпространение и местообитание
Видът е разпространен в Ангола, Бенин, Габон, Гана, Гвинея, Демократична република Конго, Екваториална Гвинея, Камерун, Кот д'Ивоар, Либерия, Нигерия, Сиера Леоне и Того.
Обитава крайбрежията на океани и морета. Среща се на дълбочина от 300 до 1000 m, при температура на водата от 8,6 до 9,8 °C и соленост 34,8 – 35,1 ‰.

## Описание
На дължина достигат до 24 cm.